# Saaleck (plaats)
Saaleck is een Ortsteil van de Duitse gemeente Naumburg (Saale), in de Burgenlandkreis in Saksen-Anhalt en telde eind januari 2020 228 inwoners. Het dorp wordt bestuurd door de stadsdeelraad van Bad Kösen. In het dorp zijn onder meer de oude Middeleeuwse burchten Kasteel Saaleck en de Rudelsburg gelegen. De Saale stroomt doorheen de dorpskern.